# Das Labyrinth der Meister
Das Labyrinth der Meister ist ein Brettspiel für 2 bis 4 Spieler. Das Spiel ist eine Variante von Das verrückte Labyrinth. 1991 erschien es erstmals bei Ravensburger.

## Inhalt
Das Spiel beinhaltet einen Spielplan auf dem 16 Gangabschnitte fest aufgebracht sind. In die Leerräume werden die 34 verschiebbaren Gänge-Karten gelegt. Der Spielplan misst also 7 mal 7 Quadrate (49 Gängequadrate). Die fünfzigste Gängekarte wird zum Verschieben der Gänge benutzt. Außerdem enthält das Spiel 4 Spielfiguren, 21 Rezeptkarten, 21 Bildscheiben („Zauberdinge“) und 12 Zauberstäbe. Dem Spiel liegt eine Anleitung bei.

## Regeln und Ziel
Zu Beginn erhält jeder Spieler neben seiner Figur auch drei Zauberstäbe und eine geheime Rezeptkarte die nur er einsehen kann. Auf jeder Rezeptkarte sind drei Zauberdinge abgebildet die dem Spieler zusätzliche Punkte einbringen, wenn er sie sammelt. Im Spielverlauf versuchen alle Spieler die ausgelegten Zauberdinge der Reihe nach einzusammeln. Der Wert der gesammelten Zauberdinge entspricht dem aufgedruckten Wert, dieser bestimmt auch die Reihenfolge des Sammelns.
Ein Spielzug besteht aus dem Verschieben eines Ganges und – wenn der Spieler möchte – dem Versetzen der Spielfigur. Kommt der Spieler durch seinen Zug zu dem nächsten Zauberding, darf er es aufnehmen. Durch den Einsatz eines Zauberstabes darf der Spieler einen weiteren Spielzug vornehmen.
Das Ziel des Spieles ist erreicht, wenn alle Zauberdinge eingesammelt wurden. Gewonnen hat, wer die höchste Punktzahl erreicht. Dabei zählen nicht eingesetzte Zauberstäbe und auf den Rezeptkarten aufgedruckte Zauberdinge extra.